# Crotonia pauropelor
Crotonia pauropelor är en kvalsterart som beskrevs av Matthew J. Colloff 1990. Crotonia pauropelor ingår i släktet Crotonia och familjen Crotoniidae. Inga underarter finns listade i Catalogue of Life.